# 1857 no desporto

## Eventos

### Futebol
- 24 de outubro: Fundação do Sheffield Football Club em Inglaterra, o primeiro clube de futebol do mundo.

### Xadrez
- Torneio de xadrez de Nova Iorque de 1857 (Primeiro Congresso Americano de Xadrez), vencido por Paul Morphy.[1]